# Anumeta hilgerti
Anumeta hilgerti är en fjärilsart som beskrevs av Rothschild 1909. Anumeta hilgerti ingår i släktet Anumeta och familjen nattflyn. Inga underarter finns listade i Catalogue of Life.